# Nitrito di amile
Il nitrito di amile è l'estere del 3-metilbutanolo e dell'acido nitroso.
Si presenta come liquido incolore. Agisce sui mammiferi come vasodilatatore per cui è stato, in passato, usato nella terapia dell'angina; è stato altresì utilizzato nel trattamento delle intossicazioni da cianuro, in virtù degli equilibri chimici tra metaemoglobina e cianoemoglobina. Ha effetti psicotropi se assunto per via inalatoria. Il nome indica in realtà una classe di composti isomeri diversi, di cui i più noti e diffusi sono due, n-amilico e isoamilico.

## Impieghi e sintesi
Il nitrito d'amile in passato era usato per il trattamento di alcune patologie cardiache come l'angina pectoris, ma le sue indicazioni mediche oggi si limitano alle intossicazioni da cianuro, usi comuni anche ad altri nitriti alchilici. Viene abitualmente sintetizzato per reazione di esterificazione tra l'acido nitroso, sintetizzato contemporaneamente, e il relativo alcool alifatico. Viene utilizzato come stupefacente (con il nome gergale di popper) in quanto induce un brevissimo stato di euforia, a cui fa però seguito un rebound depressivo, e un abbassamento della pressione sanguigna. Interagisce farmacologicamente con numerose sostanze.
Particolari precauzioni di impiego si riservano all'uso di nitrito di amile in soggetti con glaucoma.

## Televisione
Viene citato come nitrato di amile, nella forma di cristalli, nell'episodio Assassinio a bordo della serie TV Colombo. Nella serie TV La signora in giallo, episodio Omicidio sull'isola (ep. 16 stagione 1), la sostanza viene nominata come "nitrato di amile". Tale sostanza è utilizzata da un personaggio per simulare un infarto, in modo da allontanarsi dall'isola dopo che il suo tentativo di uccidere il celebre pittore Diego Santana era andato fallito.
Un'altra citazione si deve al film Fight Club in cui una malata terminale, desiderosa dell'ultimo rapporto sessuale, lo menziona come un coadiuvante al rapporto.